# Daoud Mousa
Daoud Mousa (in arabo داود موسى‎?; Doha, 2 febbraio 1982) è un ex cestista qatariota.

## Carriera
Con il Qatar ha disputato i Campionati mondiali del 2006.